# Albany (Oregon)
Albany è un comune (city) degli Stati Uniti d'America che si trova tra le contee di Linn (della quale è capoluogo) e Benton, nello Stato dell'Oregon. La popolazione era di 56 472 persone al censimento del 2020.

## Geografia fisica
Secondo lo United States Census Bureau, ha un'area totale di 17,75 miglia quadrate (45,97 km²).

## Storia
Il primo colono americano di origine europea a stabilirsi nell'area fu nel 1845; il suo nome era Abner Hackleman ed era un contadino proveniente dall'Iowa. Dopo aver un reclamo un terreno per se stesso, Hackleman chiese a Hiram N. Smead di tenere un altro terreno per lui fino a quando il figlio è arrivato dall'Iowa. Nel 1846, un anno dopo il suo arrivo in Oregon, Hackleman morì mentre tornava in Iowa per andare a prendere la sua famiglia.
Nel 1847, una coppia di fratelli, Walter e Thomas Monteith, si stabilirono nell'area, dopo un lungo viaggio con i buoi sulla Pista dell'Oregon, loro provenivano dallo Stato di New York. Erano una famiglia di rilievo nelle prime fasi dell'area; nel 1848, acquistarono 320 acri (1.3 km²) da Hiram Smead per $400 e un cavallo; essi tracciarono fuori 60 acri (240,000 m²) per il sito della città. Chiamarono la città con il nome "Albany" dalla loro città natale, Albany nello Stato di New York.

## Società

### Evoluzione demografica
Secondo il censimento del 2010, c'erano 50,158 persone.

### Etnie e minoranze straniere
Secondo il censimento del 2010, la composizione etnica della città era formata dall'87,8% di bianchi, lo 0,7% di afroamericani, l'1,2% di nativi americani, l'1,4% di asiatici, lo 0,2% di oceanici, il 5,2% di altre razze, e il 3,6% di due o più etnie. Ispanici o latinos di qualunque razza erano l'11,4% della popolazione.